# تيتسي
تيتسي هو منزل ريفي انجليزي ويقع بالقرب من مدينة «أوكستيد» في مقاطعة "سري" في ضواحي إنجلترا، وكان مقراً لعائلتي جريشام وليفسون جاور قديماً، وانتقلت ملكيتة في الوقت الحالي إلى المؤسسة الخيرية التابعة للشعب.

## نبذة
تعود أصول الملكية إلى منزل من القرن السادس عشر بناه السير جون جريشام (1495-1556)، وكان هناك منزل مسكون في السابق في الملكية. وهُدم منزل تيودور وأُعيد بناءة في القرن الثامن العشر قبل ان يُعاد تصميمه في عام 1826، وأُضيف برج في عام 1856.

## تاريخ الملكية
في العصور الوسطى، كانت تيتسي مملوكة لعائلة يوفيدل  ، وكان المنزل ذو اهمية بالغة في المنطقة في ذلك الوقت وسبب ذلك ان مالكوه من عائلة يوفيدل يصنفَّون من كبار المأمورين في ساري ولعدة مرات بين عامي 1393 و 1464، وأيضًا عدة مرات من كبار المأمورين في هامبشاير بين عامي 1388 و 1493.

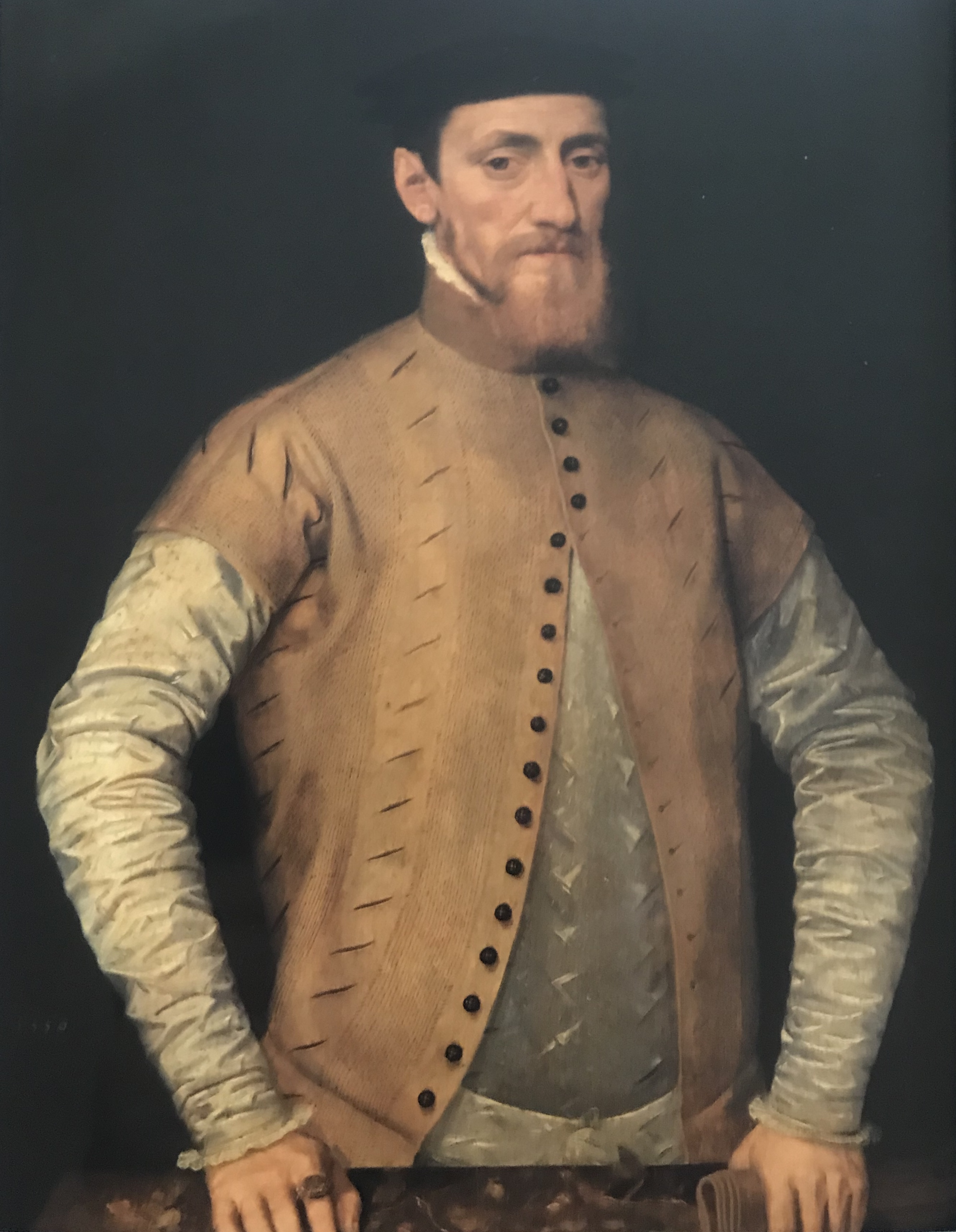
السير جون جريشام (1495-1556)

ووصلت عائلة جريشام إلى ذروة قوتها وثروتها في القرن السادس عشر، واستحوذ التاجر الثري من مدينة لندن السير جون جريشام على تيتسي من ورثة جون بورشير، النبيل الأرستقراطي الثاني بيرنرز، والذي منحت له من قبل هنري الثامن، وبنى جريشام منزل جديد بالقرب من كنيسة الرعية في موقع منزل قديم، وكان لورد عمدة لندن وهو منصب قديم يجمع بين عمدة المدينة وقائد مجلس مؤسسة مدينة لندن، وشغل المنصب عام 1547.
ويعتبر ويليام جريشام وريث السير جون جريشام ووريثه ابنه السير توماس جريشام (توفي عام 1630) والذي ورَّثها بدوره لإبنه السير إدوارد جريشام، وعاشت عدة أجيال من عائلة جريشام في المنزل، وأُعطوا لقب «بارون» (نبيل ارستقراطي) من قبل منشئها تشارلز الثاني في وقت استرجاعه لإنجلترا عام 1660، والنبلاء المتعاقبين هم السير مارمادوك جريشام البارون الأول (1627-1696)، السير إدوارد جريشام البارون الثاني (1649-1709)، السير تشارلز جريشام البارون الثالث (1660-1718)، السير مارمادوك جريشام البارون الرابع (1700-1742))، السير تشارلز جريشام البارون الخامس (توفي عام 1750)، والسير جون غريشام البارون السادس والأخير (1735-1801). من خلال زواج آخر وريثة لجريشام، انتقل المنزل إلى ليفسون جاورز، فرع من عائلة نبلاء ساذرلاند.
وهُدم منزل تيودور في الموقع وإعادة بنائه من قبل النبيل جريشام الأخير في القرن الثامن عشر، وفي عام 1826 تم تصميم واجهات جديدة من قبل ويليام أتكينسون وإضافة برج لفيليب تشارلز هاردويك عام 1856.
ورأى جون بريستون نيل ان مقاعد النبلاء والسادة في إنجلترا وويلز واسكتلندا وأيرلندا (1821) أن «القصر... يقع في وادي جميل يتكون من مجموعة من التلال الطباشيرية النبيلة التي تحميه من الشمال.»  وكتب علماء التضاريس لساري عام (1844) عن المنزل -
تيتسي هي مقر إقامة النبيل ويليام ليفيسون جاور وهي عبارة عن مبنى حديث في مكان جميل بزاوية من طريق ليمبسفيلد إلى كرويدون عبر وارلينغهام ومقابل الكنيسة الحديثة  ،وهدم السير جون جريشام آخر "بارون" القصر القديم وبنى قصر جديد في موقعه ، وتحسَّن لصورة أفضل مع قبل مالكه الحالي ،حيث في الوقت الحالي يحيط بالقصر مزارع كبيره ،ممَّا جمَّل مظهره ، وتوجد صور جميلة لمؤسس " رويال إكستشينج" و" رويال إكستشينج" السير " توماس جريشام" رسمها السير " أنطونيو مور" .

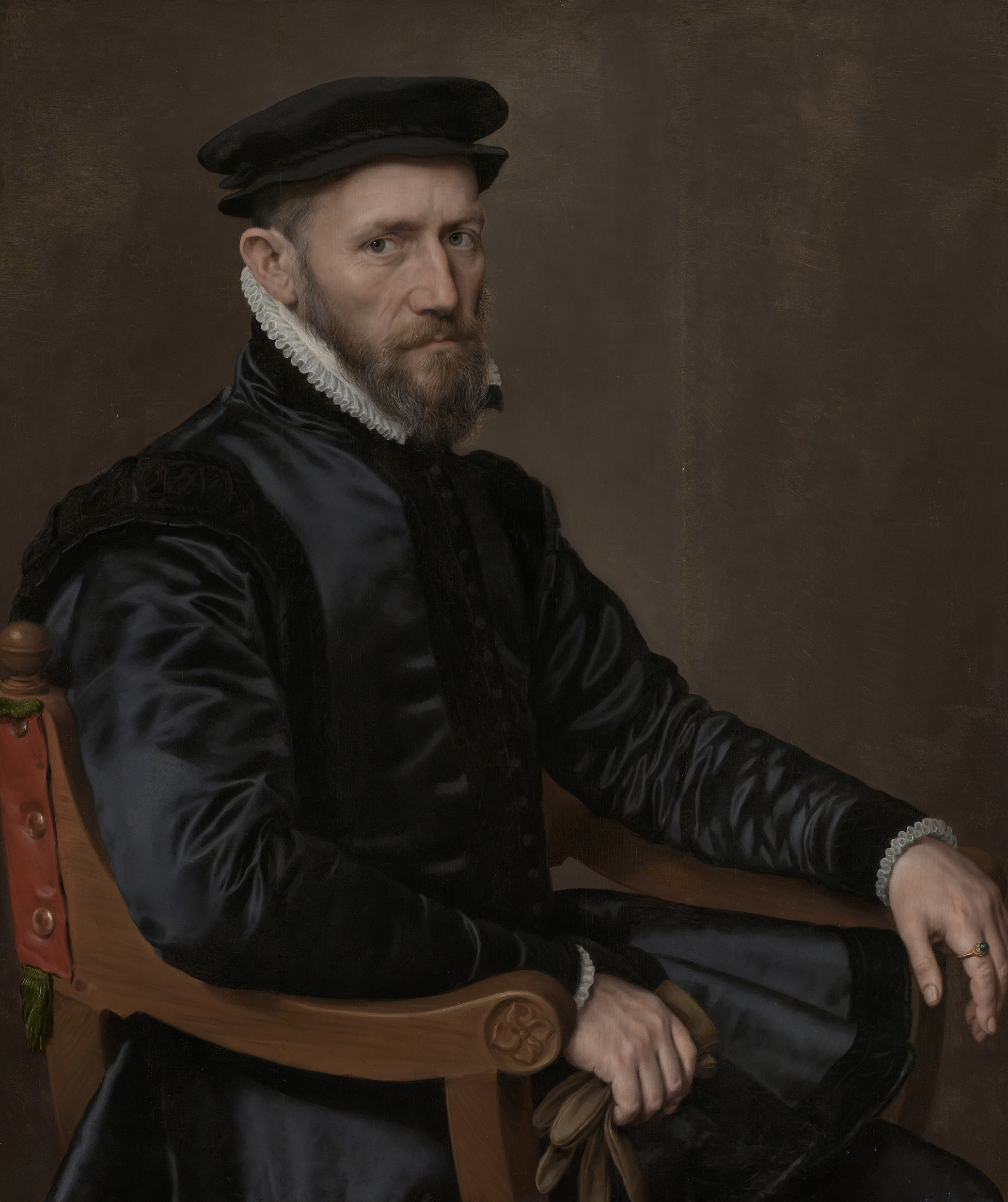
صورة مرسومة لتوماس جريشام
مرسومة من يد الرسَّام مور، عام 1554.

وُدفن العديد من عائلة يوفيدل في ساحة تيتسي، وتحتوي ايضاً على مقبرة الرعية السابقة، وهدم آخر فرد من جريشام من تيتسي كنيسة الأبرشية القديمة في عام 1776 ودمج موقعها في حديقته، وفي عام 1865، حددت شجرة الطقسوس الكبيرة مكان الكنيسة السابقة. 
وكان السير هنري جريشام ليفسون جاور (1873–1954)، المولود في تيتسي، قائدًا لفريق الكريكيت في إنجلترا في 1909-1910. لعب فريدريك ليفسون-جاور (1871-1946) أيضًا رياضة الكريكيت في الدرجة الأولى.
وبقيت عائلة ليفسون جاور في تيتسي حتى توفي توماس ليفسون جاور في عام 1992، وبوصيته تم إنشاء صندوق خيري للحفاظ على المنزل والحدائق للعامة  ، وترك ما تبقى من الورثة لوريثه ديفيد إينيس، والذي تم تعيينه أيضًا رئيساً للصندوق الخيري.

## في الوقت الحالي

### المنزل
ويشتهر المنزل خصيصاً بمجموعته الرائعة من الصور العائلية، ومعظم الصور معلقة في المدخل الرئيسي، وتتواجد صور لفنانين مشهورين مثل السير جوشوا رينولدز وبيتر ليلي، وتحتوي غرفة الطعام الحديثة على أربع لوحات لمدينة البندقية من إبداع الرسَّام كاناليتو، وتتميز غرفة الجلوس المغطاة بالألواح بتصميم داخلي أثري خلَّاب، وتتميز غرفة نوم المعرض بنمط جورجي مثير للإعجاب.

### الحديقة
نجح توماس سميث مع جيشه في استعادة معظم الحدائق المسلوبة بعد ان تُركت لفترة بسبب إنهاك الجنود بعد الحرب العالمية الثانية، وبنى أيضًا مجموعة رائعة جدًا من زهور الأوركيد وزرع الفاكهة والخضروات في حديقة المطبخ لتجَّار المنطقة ولبائعي الخضار في أوكستيد المجاورة، ومنذ عام 1992، تم ترميم المنزل وبقية الحدائق وتغيير حديقة المطبخ إلى طراز فيكتوري أكثر، وكلاهما مفتوح للزوار في الصيف، في الحوزة الأوسع 3,000 فدان (13,000,000 م2) ، وتستخدام أميال من مسارات الغابات على طول حافة تلال نورث داونز من قبل أكثر من 20000 زائر سنويًا. 
وتُدعم تيتسي من قبل حملة حماية الريف الإنجليزية.

## روابط خارجية
- titsey.org ، موقع الويب الرسمي